# Аптякпось
Аптякпо́сь (чув. Аптекпуç) — деревня в Ядринском районе Чувашской Республики. Входит в состав Ядринского сельского поселения.

## География
Находится в западной части Чувашии, на расстоянии приблизительно 20 км на восток-северо-восток по прямой от районного центра города Ядрин.

## История
Известна с 1858 года как выселок села Янымово. В 1906 году было учтено 24 двора и 108 жителей, в 1926 — 36 дворов, 173 жителя, в 1939—167 жителей, в 1979—136. В 2002 году было 33 двора, в 2010 — 35 домохозяйств. В 1931 году был образован колхоз «Çĕнĕ пурнăç», в 2010 действовало ООО «Новая жизнь».

## Население
Постоянное население составляло 108 человек (чуваши 99 %) в 2002 году, 115 в 2010.